# Mănăstirea Condrița
Mănăstirea „Sfântul Ierarh Nicolae” de la Condrița, este o mănăstire de călugări din zona Codrilor a Republicii Moldova.

## Galerie de imagini

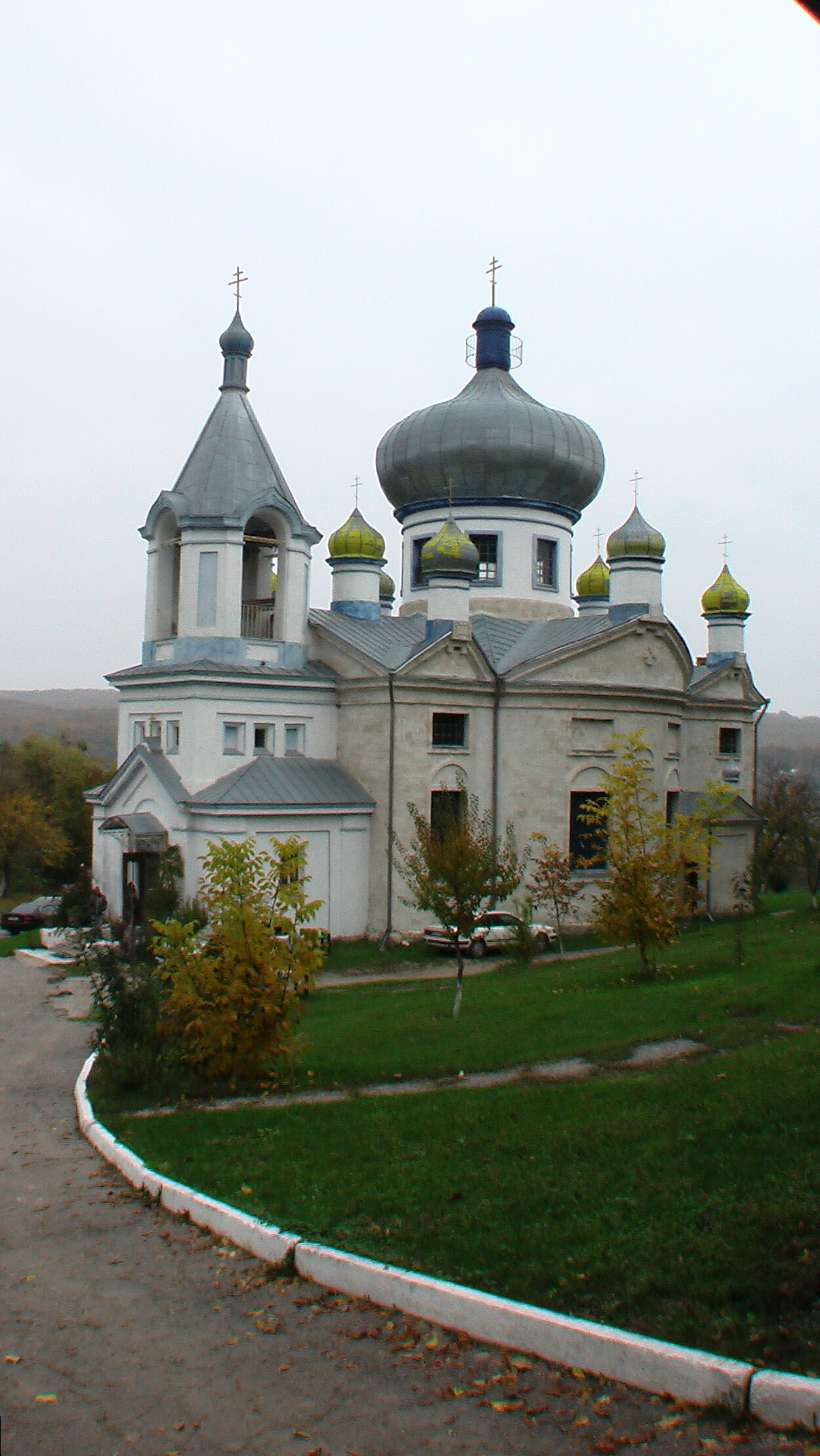
Aspect până la renovare.
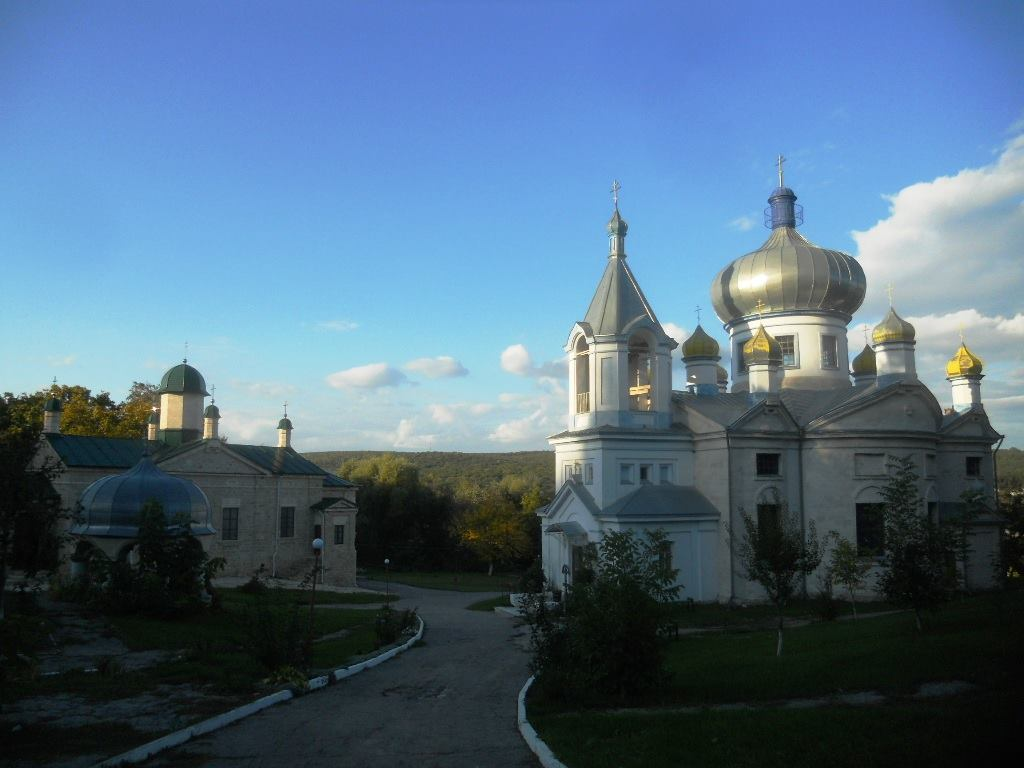
Complexul monastic.
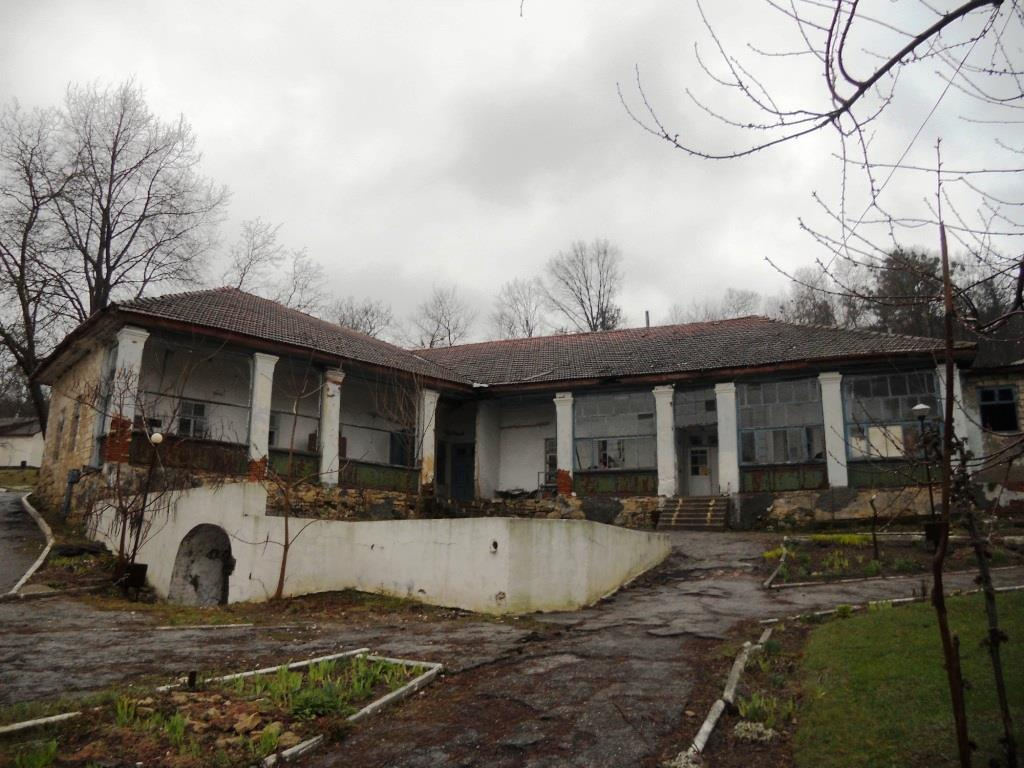
Anexă
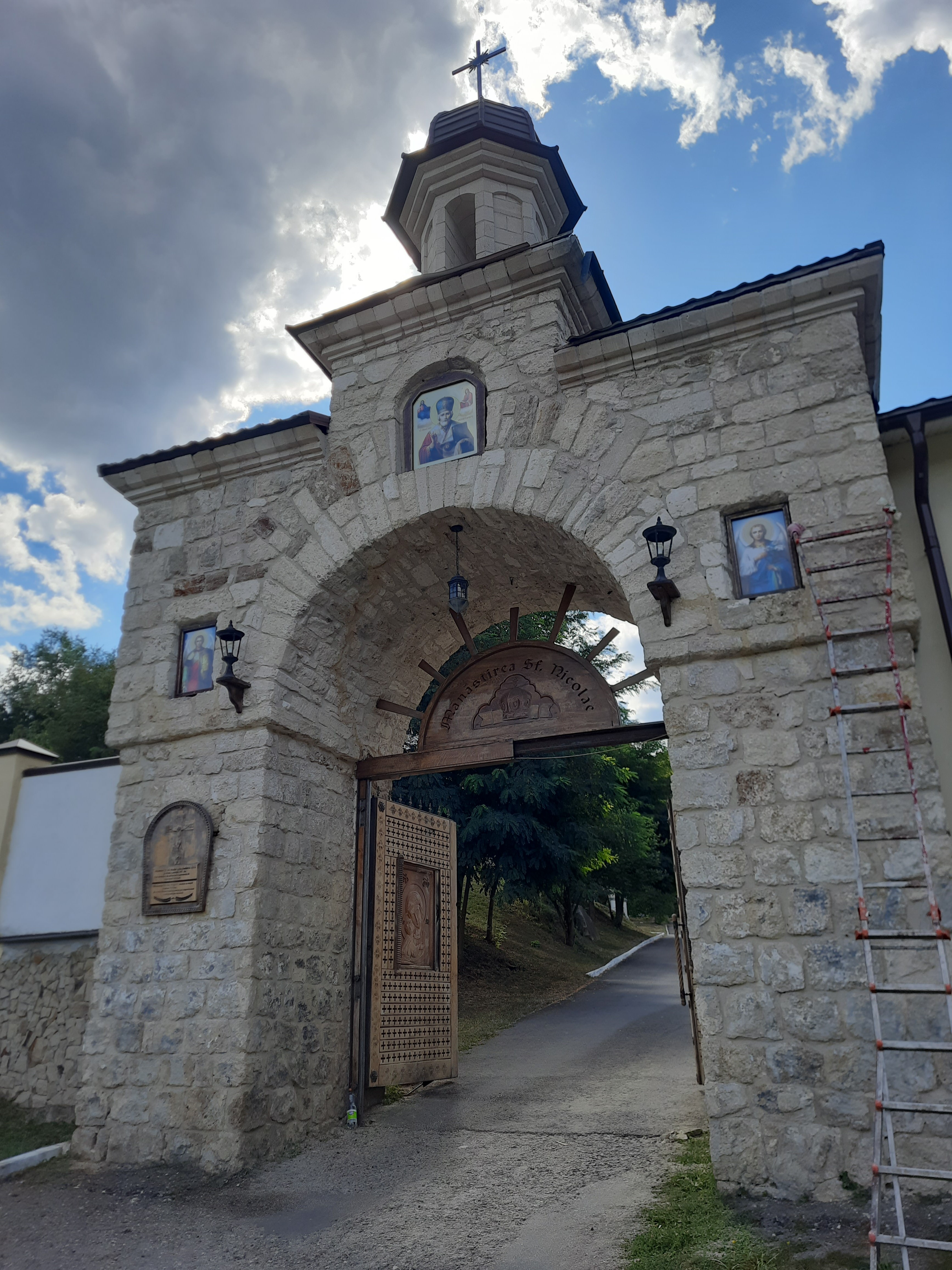
Poarta de la intrare.
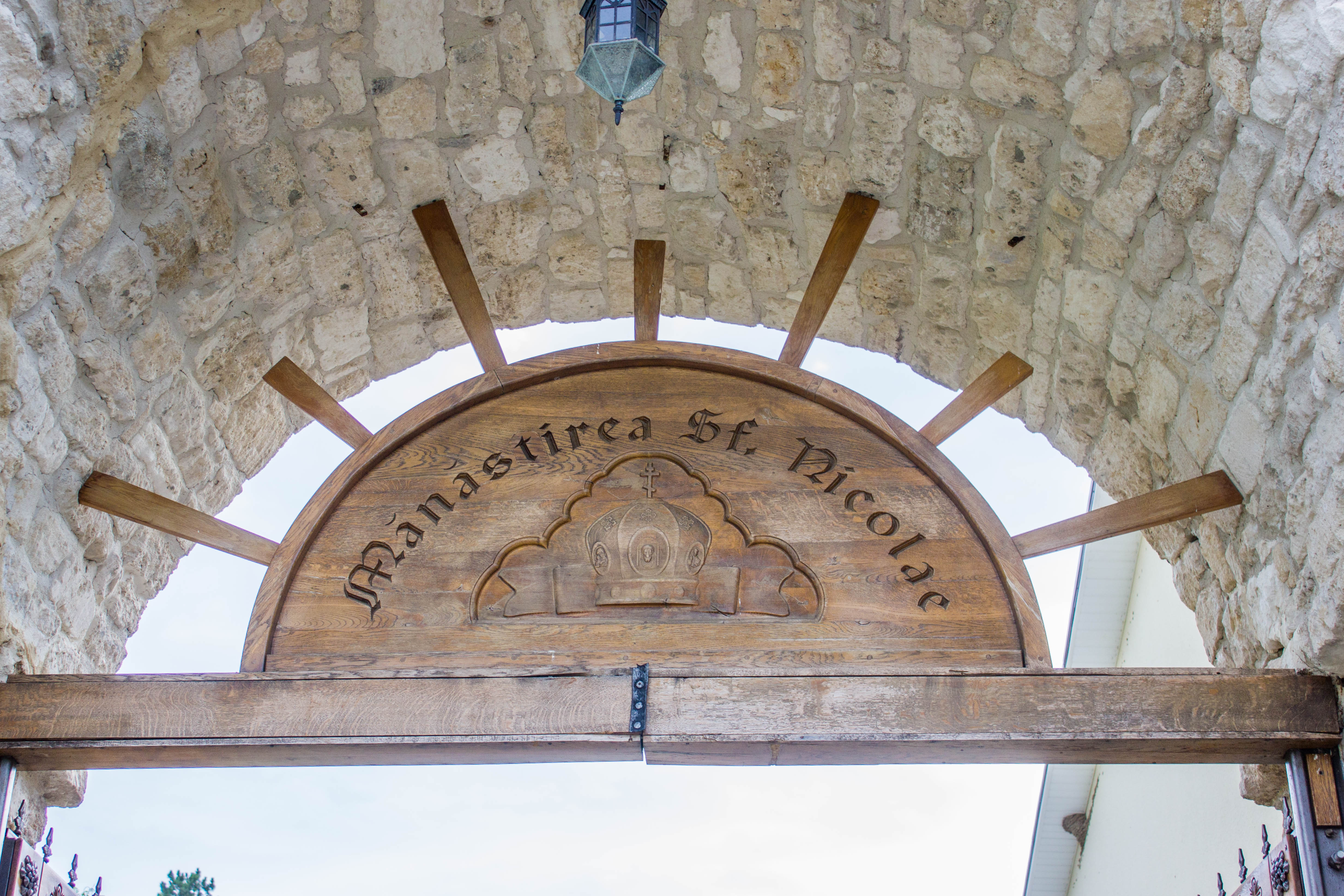
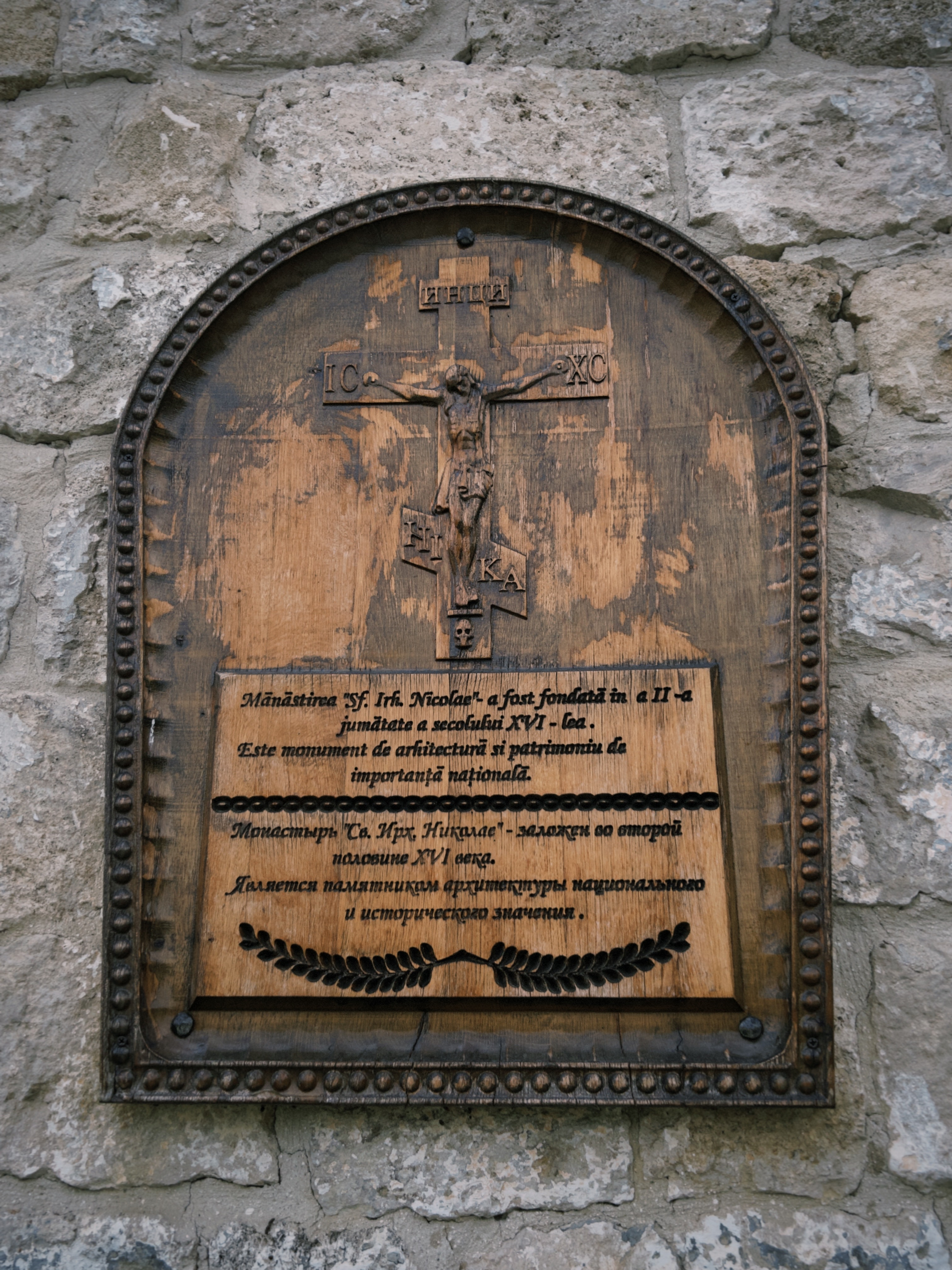
Un panou pe poarta de intrare
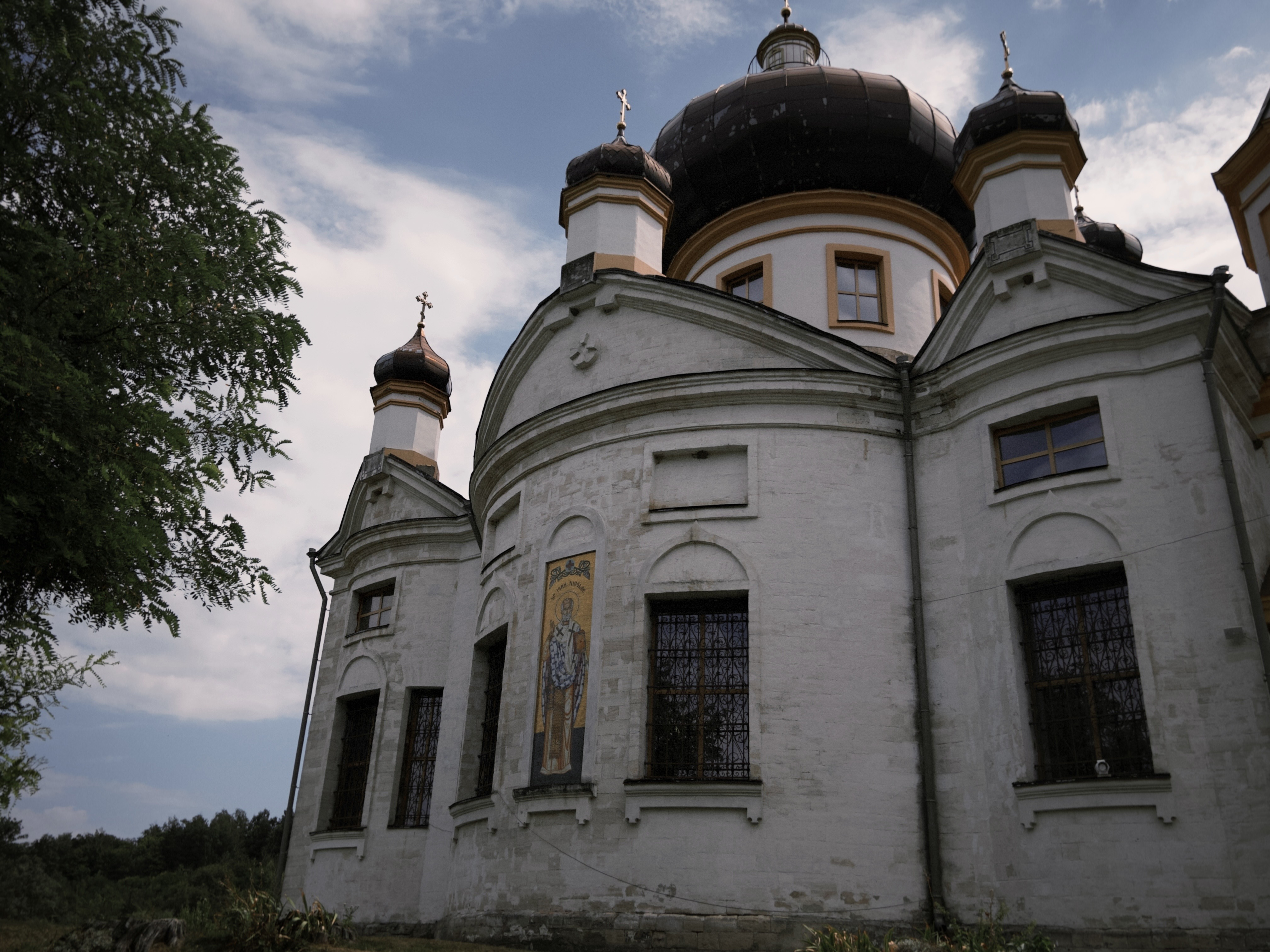
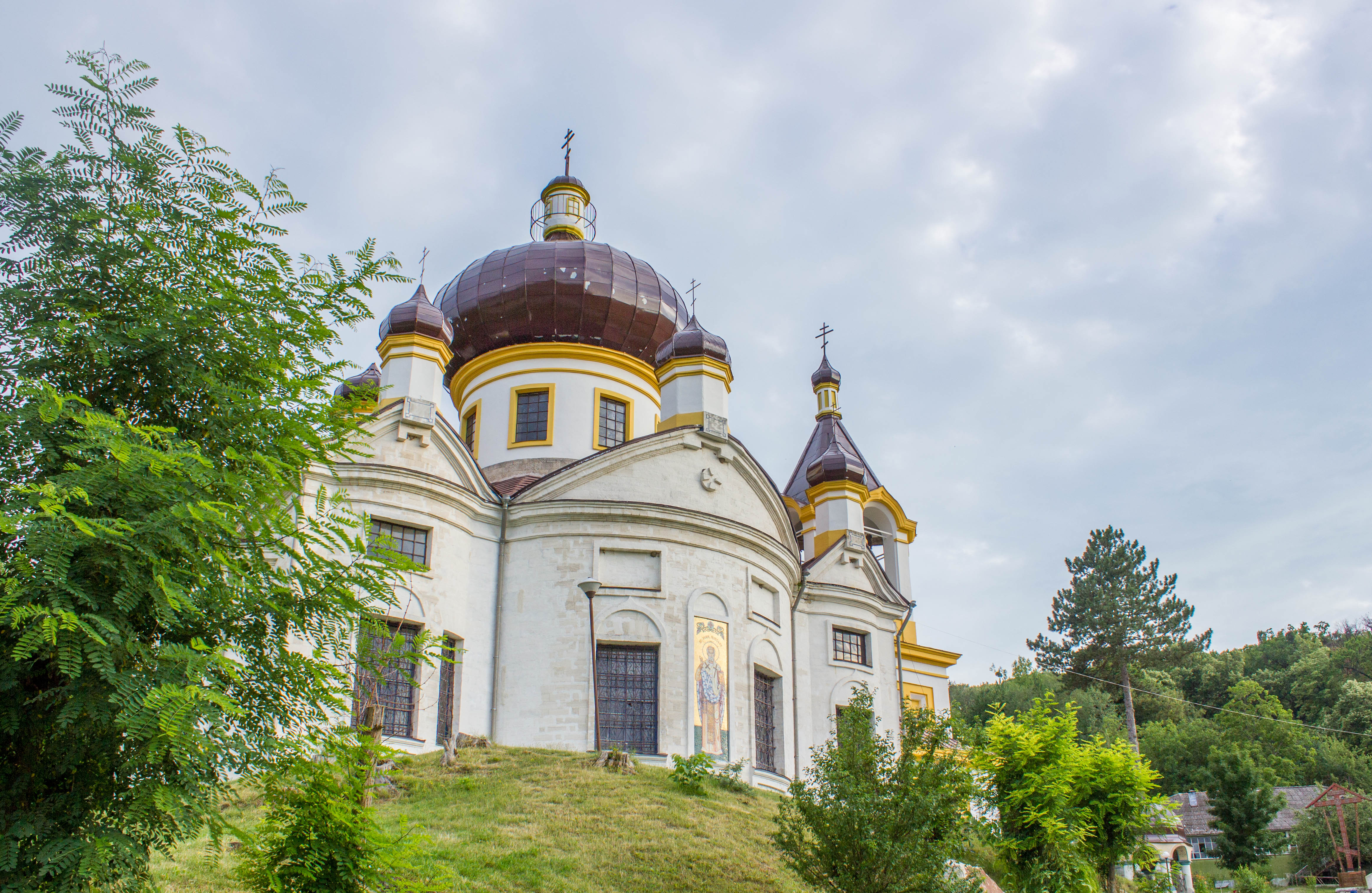
În proces de renovare...
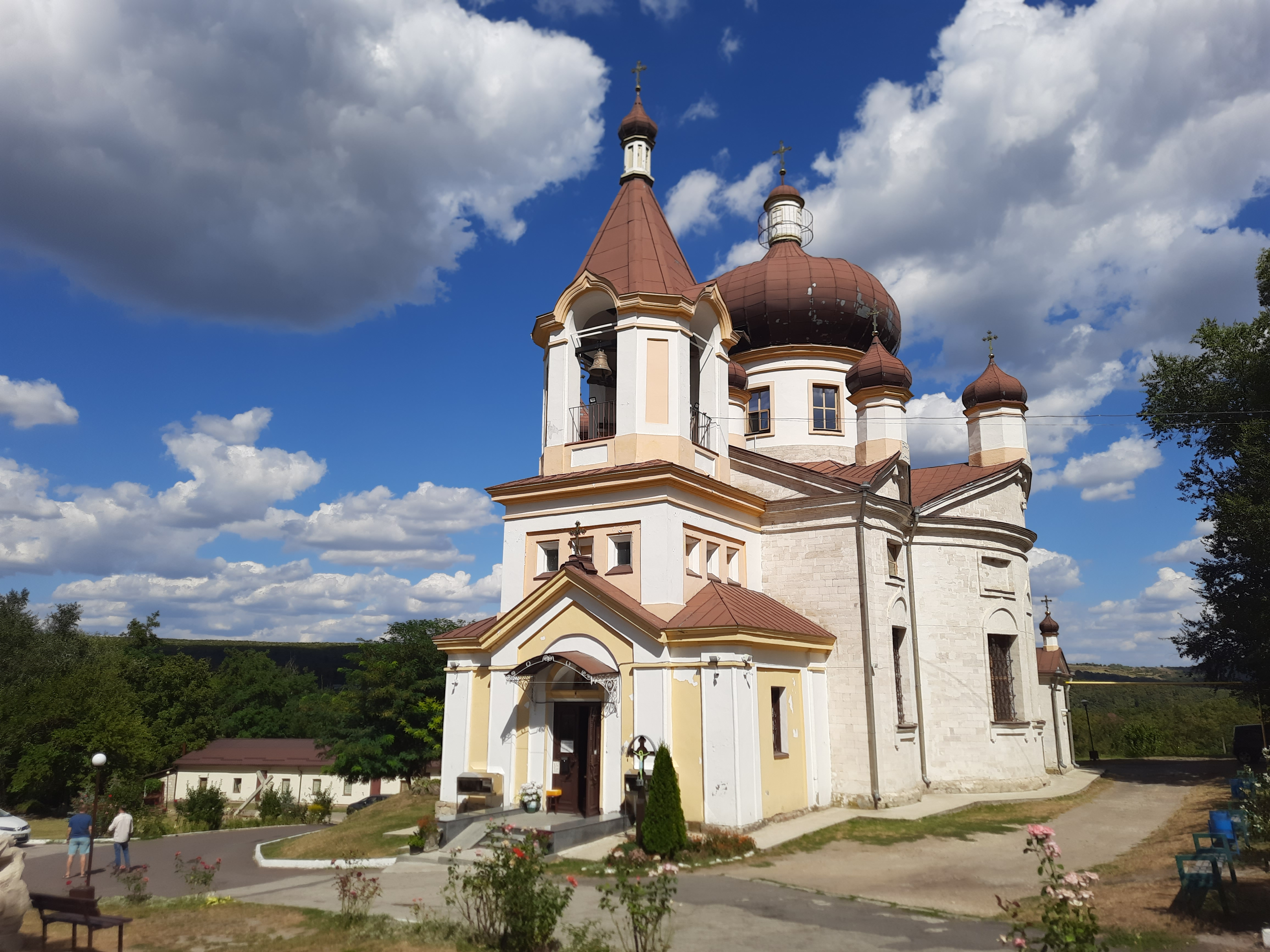
Noul aspect.
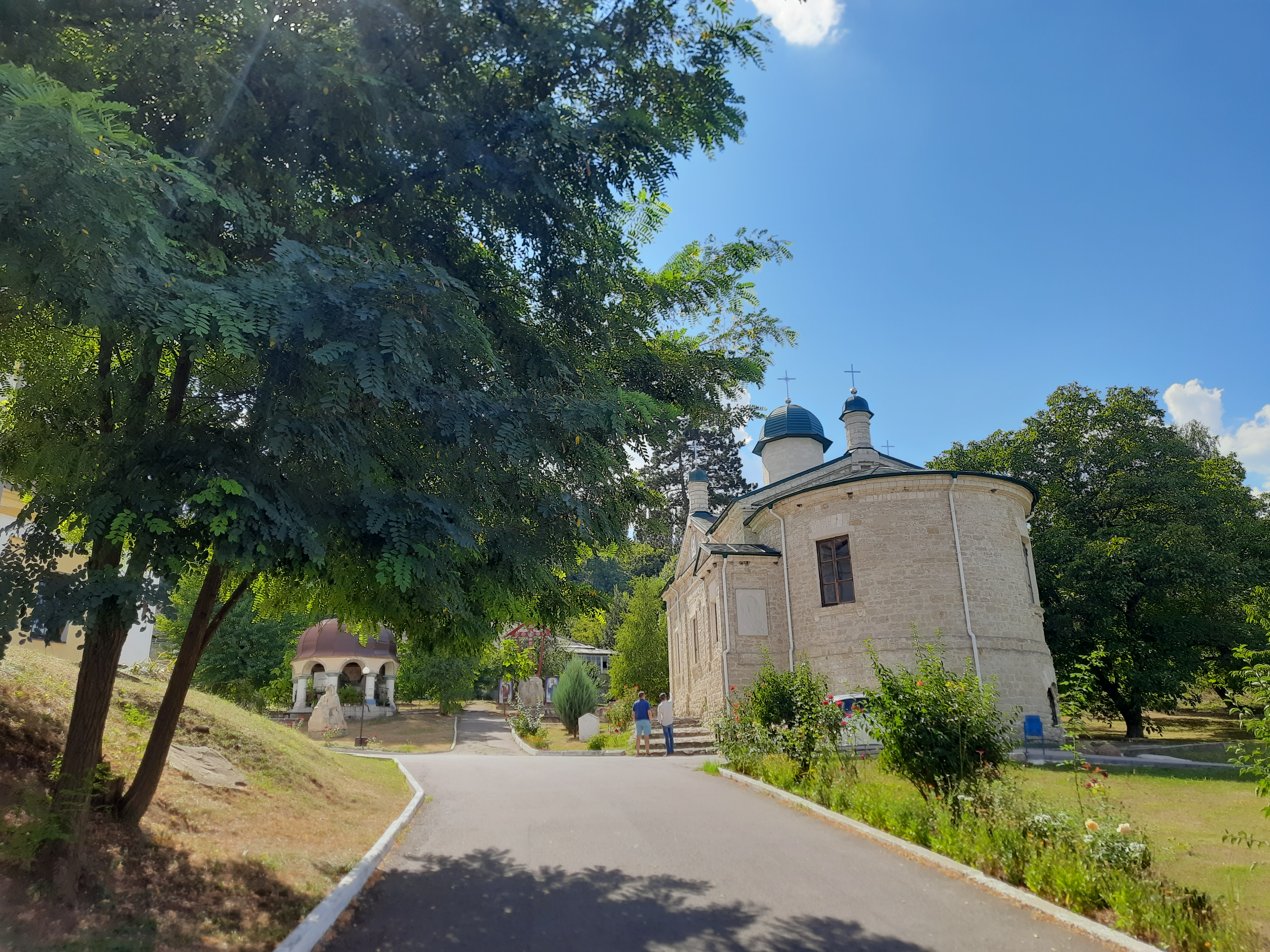
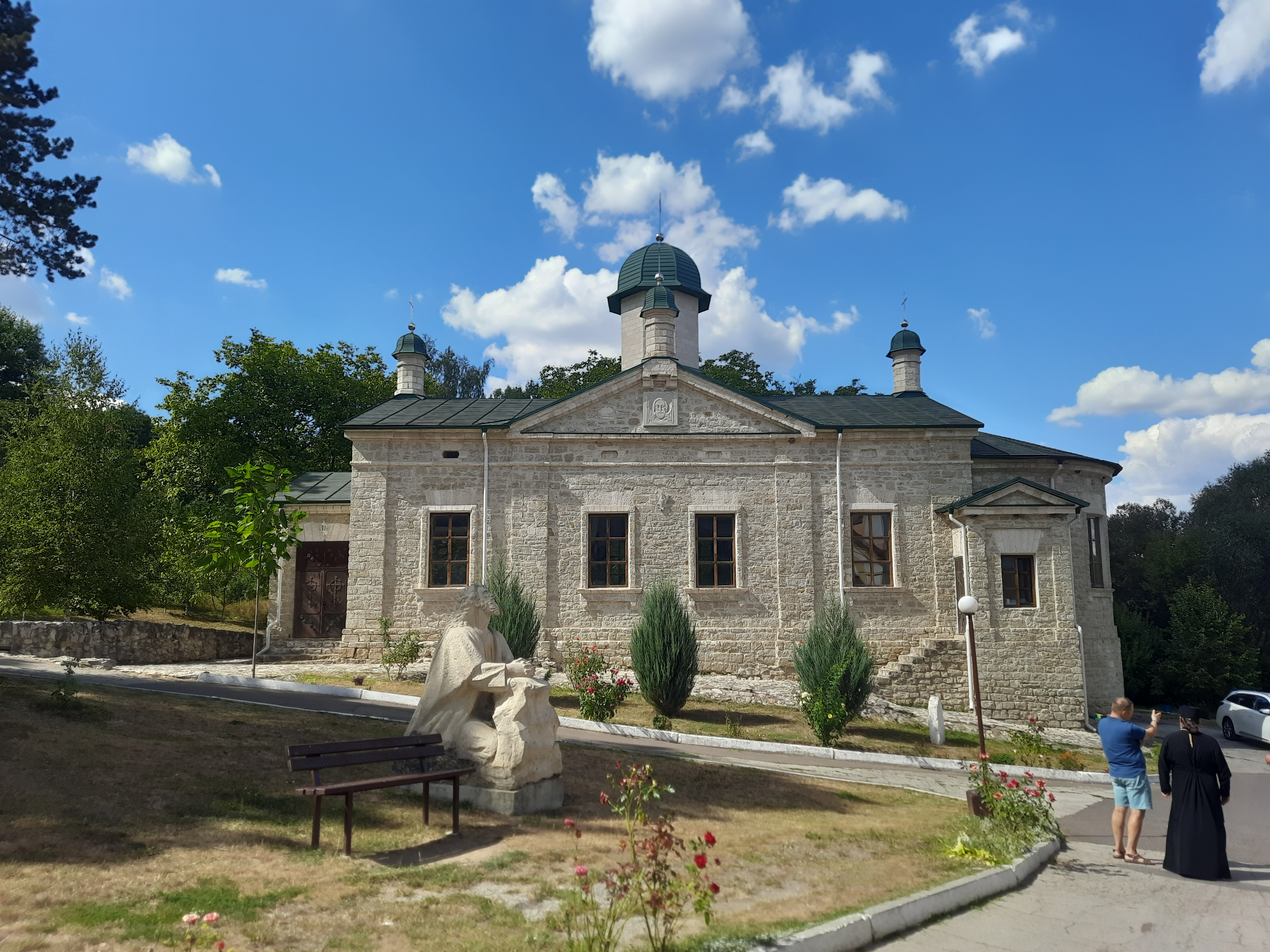
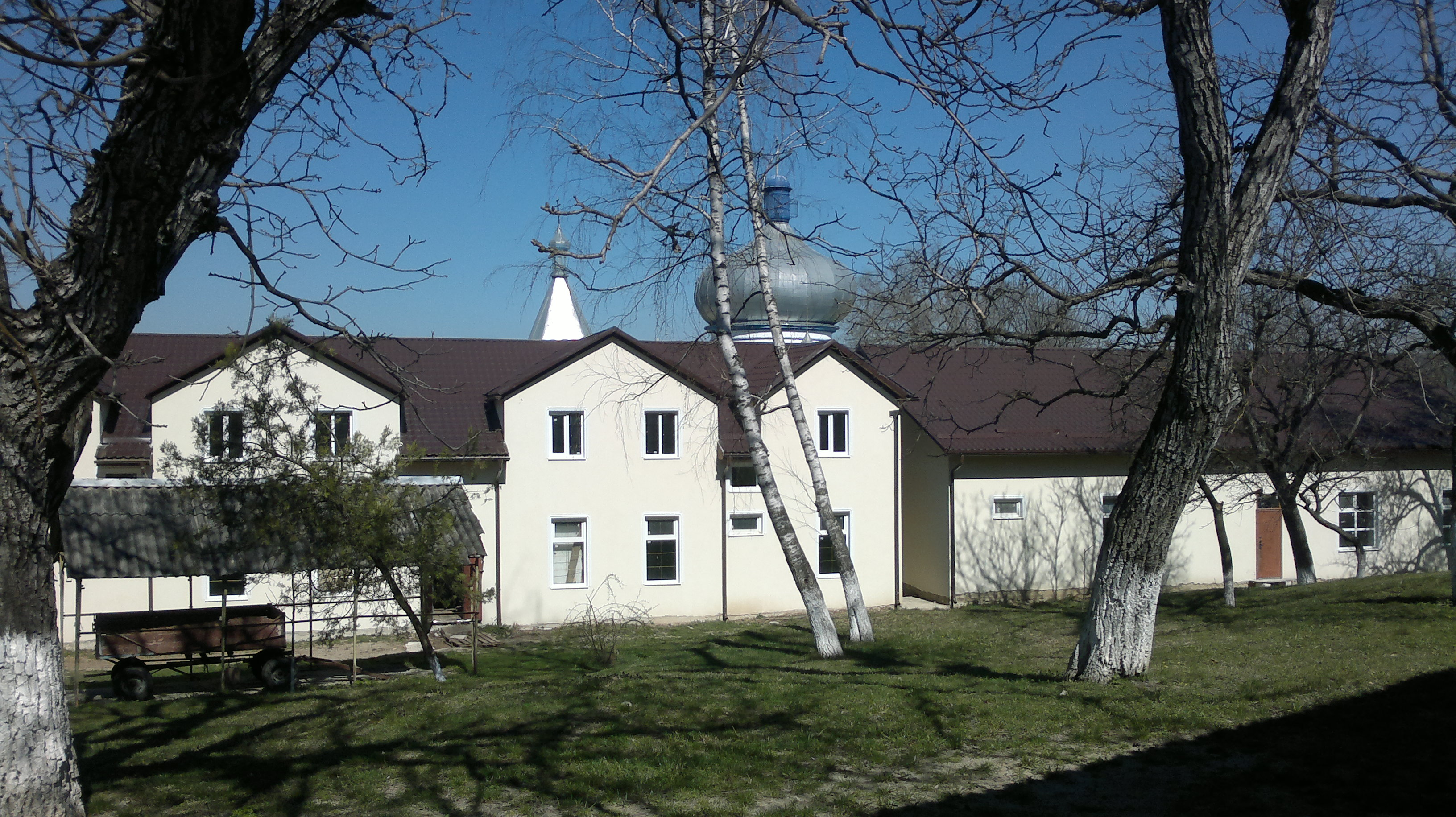
Anexa renovată.
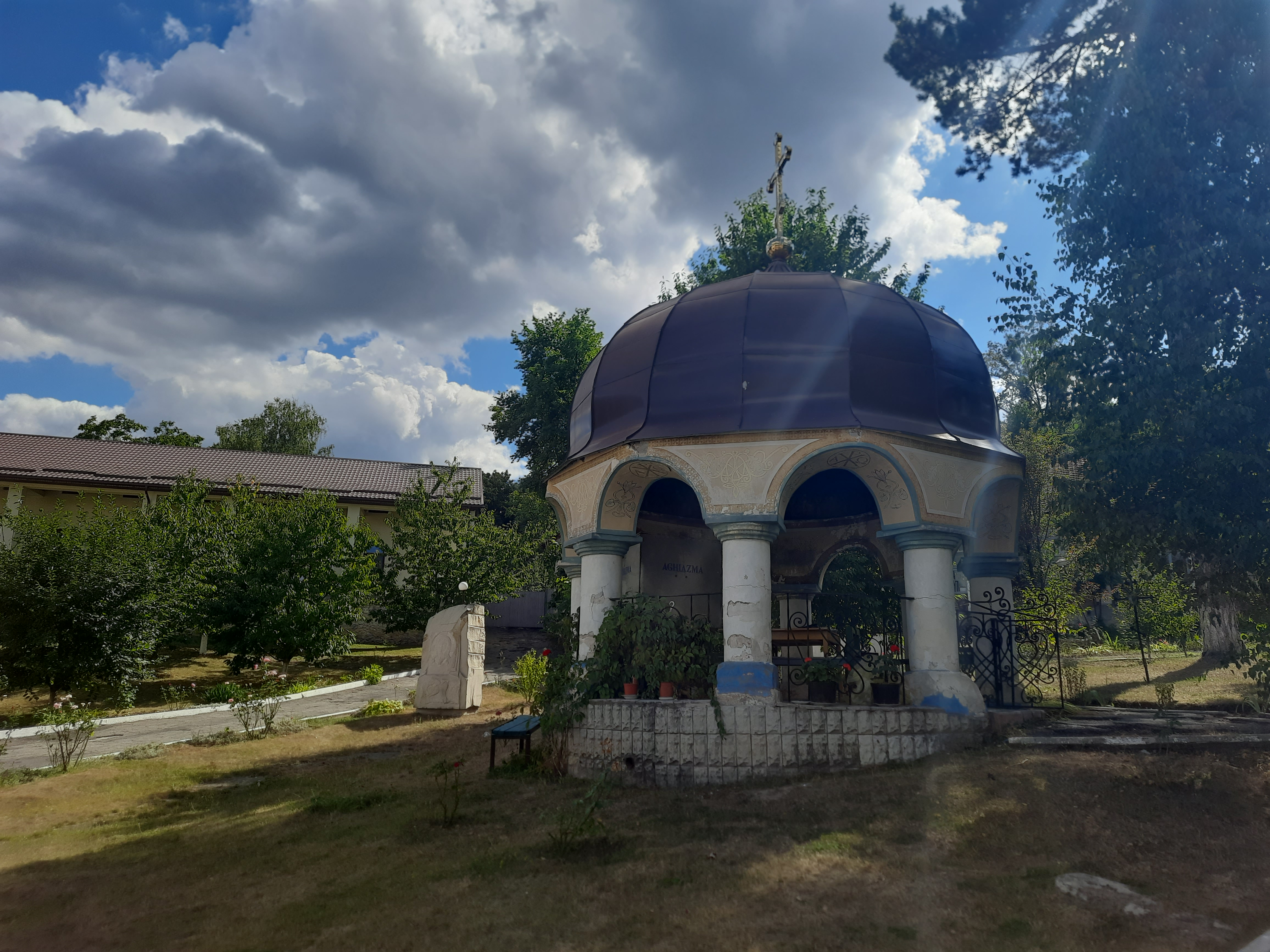
Fântână
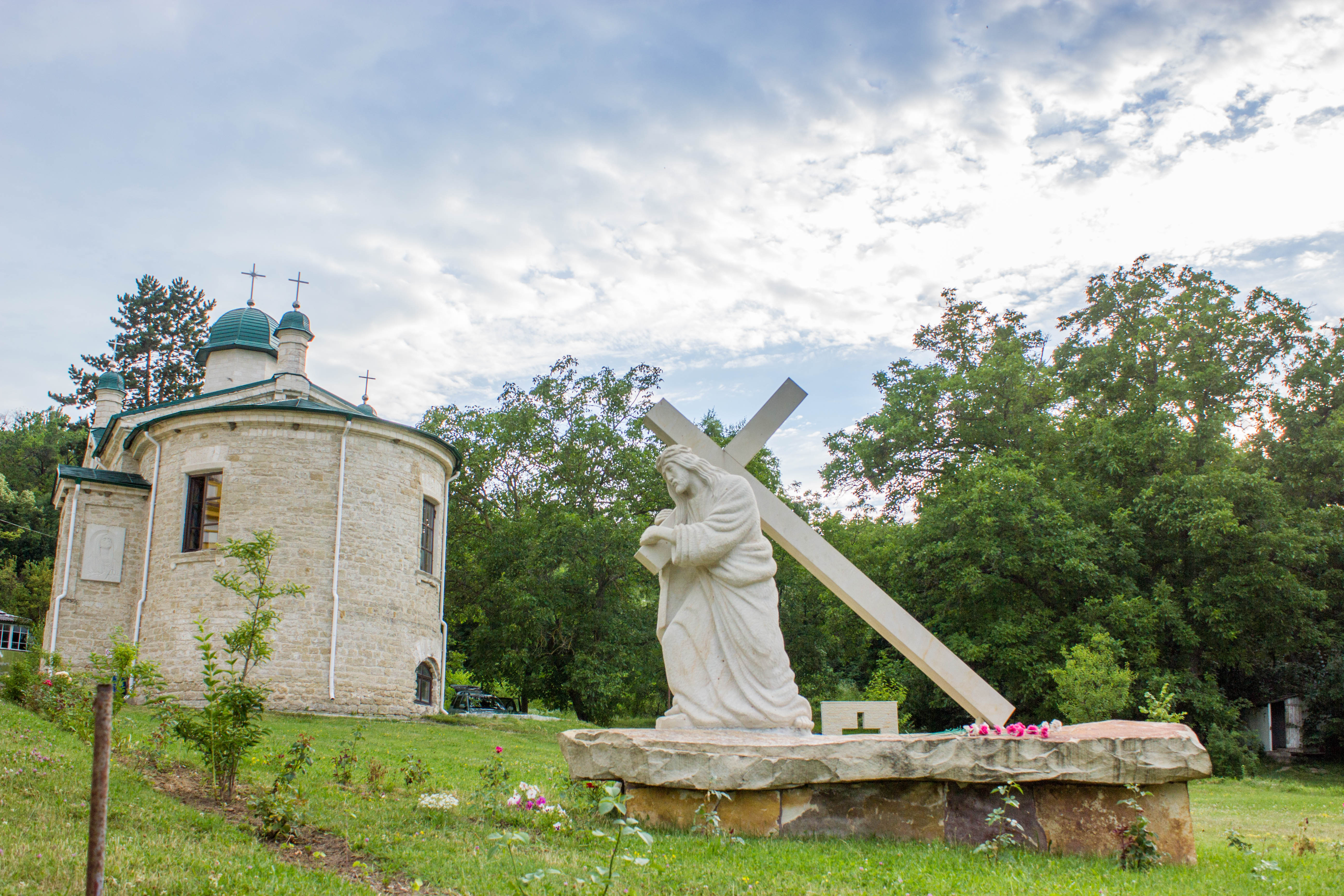
Statuia lui Isus Hristos.
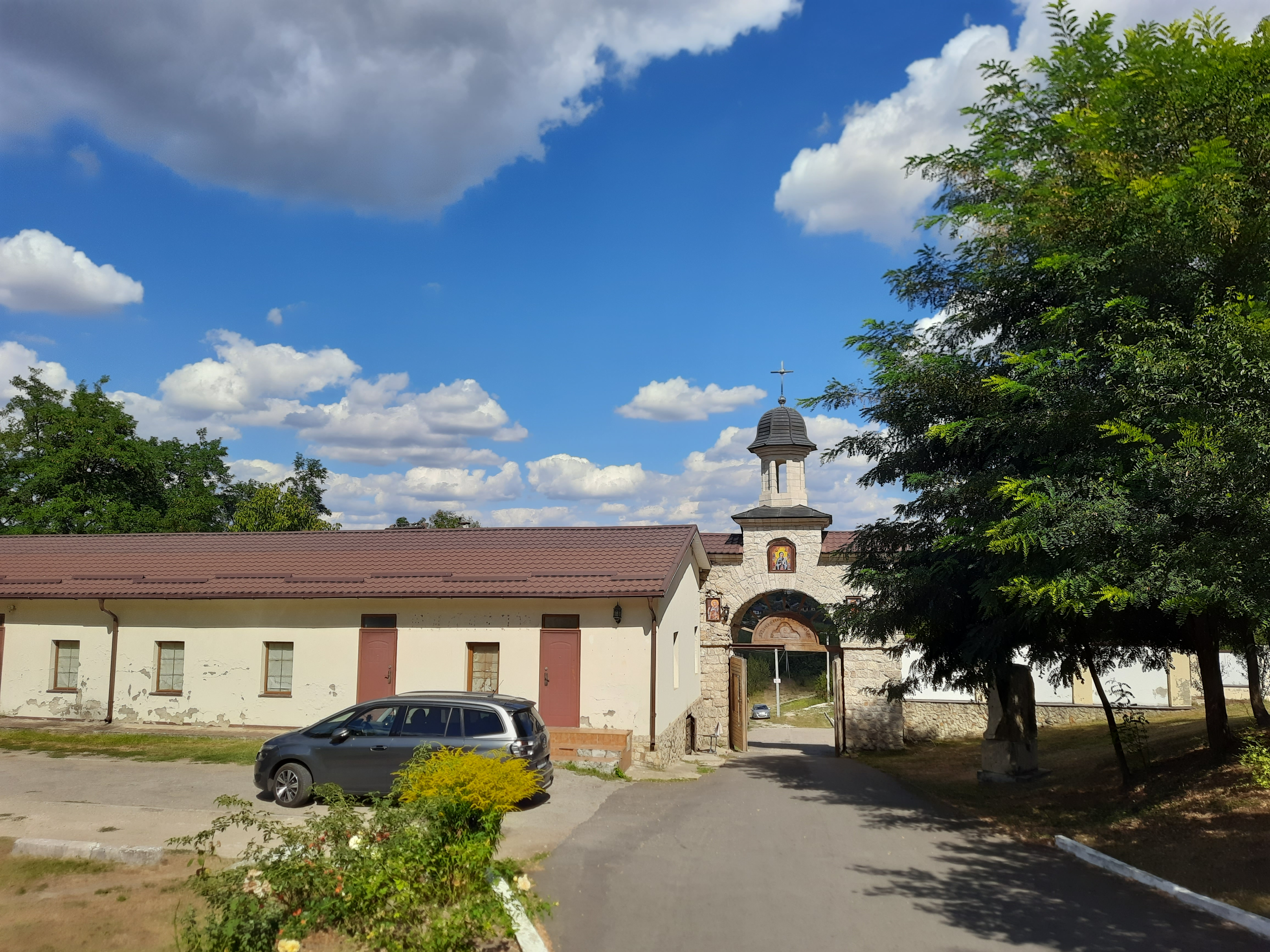